# 口香糖
，是一種供用於咀嚼而不是吞食的糖果。傳統上，是由糖膠樹膠製造。現在則因經濟和品質而使用石油生產的聚合物來取代糖膠樹膠。但糖膠樹膠仍然是某些地區的口香糖原料。是第一個有條碼的物品。

## 成份
口香糖成分有胶基、甜味劑、香料、軟化劑、色素和功能物質。
胶基是使口香糖具有嚼勁的关键原料，其成分较复杂。胶基由橡胶、树脂、填充物、腊类、乳化剂和抗氧化剂制作而成。橡胶最初取自天然热带糖胶树胶及其他相似的乳胶，由于供应不足，已基本由合成物质取代，如丁苯橡胶，丁基橡胶，聚异丁烯橡胶等。树脂令橡胶溶解并使其它物质溶入橡胶，还可使口香糖具有吹泡泡性。许可在胶基中使用的树脂有聚醋酸乙烯酯（PVA）、部分二聚松香甘油、部分氢化松香甘油酯、部分氢化松香季戊四醇酯、部分氢化松香甲酯、醋酸乙烯酯-月桂酸乙烯酯共聚物、合成树脂（包括萜烯树脂）、聚醋酸乙烯酯（PVA）、聚合松香甘油酯、木松香甘油酯、松香季戊四醇酯等。填充物一般用碳酸钙或滑石粉。含酸性香料的口香糖应用滑石粉。腊类起到软化柔和口香糖各阶段咀嚼质地的作用，降低胶基加工过程中的熔点。许可使用的腊类有棕榈蜡、蜂蜡、聚乙烯蜡均聚物、石蜡等。乳化剂起到亲和粘结各种胶基成分的作用。许可使用的有脂肪酸甘油酯、甘油、果胶、卵磷脂、明胶、氢化植物油、乙酰化单双脂肪酸甘油酯、三乙酸甘油酯、硬脂酸等。抗氧化剂用以延长胶基和口香糖货架期。常用的有丁基羟基茴香醚（BHA）、二丁基羟基甲苯（BHT）、没食子酸丙酯（PG）、生育酚等。
甜味劑為磨成细粉的白砂糖和葡萄糖。随着无糖食品概念的流行，低热量且不会引起蛀牙的代糖甜味剂取代了蔗糖（甘蔗糖和甜菜糖）、葡萄糖、麦芽糖和果糖。代糖甜味剂有糖醇（如木糖醇、山梨醇、麦芽糖醇、甘露醇），淀粉水解物如淀粉糖浆、高果糖浆和合成甜味剂（如安塞蜜、甜蜜素、糖精、阿斯巴甜、三氯蔗糖等）。在无糖口香糖中，糖含量（包括单糖和双糖，即糖的總量）不得高于0.5%。
香料通常为各种薄荷味和水果味液态香料。可用粉末或微胶囊等特殊香料形态令口香糖产生另类释放强度的味感。
软化剂为甘油。帮助改善口香糖软硬和更好粘合各种成分。
功能物质与口香糖功能卖点有关。如健康食品类的口香糖添加维生素、钙质、中草药成分等。

## 味道
現代的口香糖有各種口味，但最常見的是薄荷口味，用以保持口腔清新，另外也有各種不同的口味。

## 食用
香口膠雖是糖果，但不宜吞食，在享用時只會放入口中咀嚼使其甜味及香味釋放。
一邊咀嚼一邊說話，特別咀嚼了一段時間後突然說話時，可能會嚼傷舌頭、嘴唇或口腔。但误吞食一般不会引起不良后果。由于胶基不溶于胃液且不能被消化吸收，若干天内会被身体排泄出来。此外，由于人体消化道内壁细胞更新速度很快，所以所谓的口香糖会造成肠壁或胃壁黏连的情况并不存在。
另口香糖长时间咀嚼及口含会使胶基消失，形成凝糊状态，粘性消失。

## 分類
口香糖分类：
- 从形状分：
  - 片状或块状口香糖
  - 香口珠。呈枕头形的有糖衣包裹的小丸。某些香口珠会有液态糖浆芯。
  - 啫喱状口香糖。用类似牙膏管挤出食用，在口里恢复咀嚼性。
  - 粉状、粒状或条状口香糖。多见于儿童口香糖。
- 从吹泡泡性性分：
  - 泡泡糖。有良好吹泡泡性的口香糖
  - 口香糖。低吹泡泡性
- 从功能分：
  - 无糖口香糖
  - 不粘牙口香糖。采用特殊配方胶基。
  - 保健口香糖。具有保健成分并在符合医药生产GMP级别工厂生产的口香糖。

## 健康
口香糖通常以蔗糖為甜味劑，使用過量可能會引致蛀牙。不過，一些以代糖如木糖醇（口香糖生產商益達在香港版廣告中稱之為「曬駱駝」）等作為甜味劑的口香糖能減低蛀牙風險，而且咀嚼過程中分泌的唾液更有助牙齒健康。另外，在飛機上咀嚼口香糖可幫助減輕身體因氣壓改變而引起的不適。
有研究表明，嚼口香糖可帮助减少紧张和集中注意力。
口香糖的成份一般以不會黏到內臟的物質構成，即使不慎吞下口香糖，身體也能將其排出體外。不過，吞入一些品質不佳的口香糖可能會引起身體不適。
無糖香口膠內所含的木糖醇（Xylitol）不能被細菌代謝，而咀嚼香口膠能夠刺激唾液腺分泌口水，口水呈鹼性能夠中和口腔的酸（細菌把殘留在口腔的食物中的糖分解，產生酸），口腔的臨界pH值低於5.5時就會有機會發生蛀牙．所以在進食後咀嚼香口膠能防止蛀牙．而口水含有鈣、磷和氟素等礦物質，可透過再礦作用（remineralization）修復失去的琺瑯質。此外，口水亦含有免疫球蛋白對抗細菌，令牙齒更健康。但亦有醫生指，口香糖的最佳咀嚼時間是一分鐘，而最多也只能咀嚼十分鐘，因為口香糖在黏附細菌的十分鐘後，會失去大部分黏性，從而把細菌再次帶回牙齒。
不過也有醫生認為胖的人最好不要嚼口香糖，反而容易造成飢餓感。
在醫護領域，咀嚼口香糖可以改善腸道活動並減少腹部手術後患者的住院時間，有的研究表明，咀嚼口香糖，可能有助於減少婦科手術患者的術後麻痺性腸阻塞。亦有研究指出，嚼口香糖可降低剖腹產術後腸阻塞的風險。DynaMed. Prevention and Management of Postoperative Ileus. EBSCO Information Services. Accessed December 5, 2022. https://www.dynamed.com/management/prevention-and-management-of-postoperative-ileus （页面存档备份，存于）

## 衍生問題

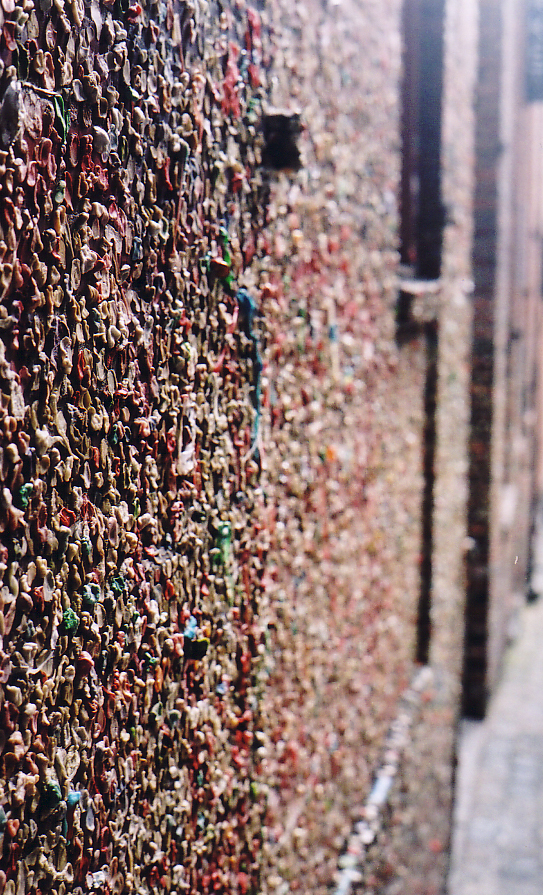
被口香糖黏滿的口香糖牆，位於美國西雅圖

由於口香糖不宜吞食，很多缺乏道德感的人會隨地吐出口香糖，不但影響衛生，食用過的口香糖也會帶有黏性，需要花很多功夫才能清理，影響市容。因此，有一些國家如新加坡，禁止於境內食用口香糖（新加坡原先全面禁止售賣，但近年來在美方的壓力之下，逐步有條件的開放）。而口香糖應在吐出後用紙包好，然後丟到垃圾桶。

## 衍生產品
口香糖有很多同樣為保持口腔清新的衍生食品，如可吞食的香口珠、入口即溶的口香薄片。除此之外還有專為吸烟者所設計的尼古丁嚼片，協助戒烟。